# لوئیس استوکس
لوئیس استوکس (انگلیسی: Louis Stokes؛ ۲۳ فوریهٔ ۱۹۲۵ – ۱۸ اوت ۲۰۱۵) یک سیاست‌مدار، و وکیل اهل ایالات متحده آمریکا بود. وی اولین سیاه‌پوستی بود که از ایالت اوهایو به مجلس نمایندگان ایالات متحده آمریکا راه یافت.